# Sander Karu
Kandlemees Sander Karu   (Elva, 7 de març de 1959) és un citariste estonià, especialitzat en la interpretació de música tradicional estoniana. De 1993 ençà s'especialitzà en administració i direcció d'empreses, un tema sobre el qual ha publicat diversos manuals.

## Discografia
| • Simmaniduo (K7, 1990) |
| ----------------------- |
|                         |

| • Simmaniduo & Kukerpillid (K7, 1992) |
| ------------------------------------- |
|                                       |

| • Tule simmanile (CD, 2011) |
| --------------------------- |
|                             |

| • Kandlemees Sander Karu kandlelood (CD, 2011) |
| --- |
| 1. Trilleri polka 2. Kevade valss 3. Kaks lauljat 4. Valga-Valgamaa 5. Mets mühiseb 6. Noorpaari vals 7. Täna öösel naudin elu 8. Mäletad, kui tookord kukkus kägu 9. Tule, Mannike 10. Ma tahaksin kodus olla 11. Trillallaa polka 12. Kallis kodu 13. Pingike 14. Johhny-boy 15. Ma ei tea, ma ei tea 16. Kui laupäeva õhtul 17. Kevadel, kui maikuu päevad 18. Kallim neid 19. Sinu ilusad sinised silmad 20. Mul meelen kuldne kodukotus 21. Trilleri polka |

| • 1 kannel ja rahvalikud laulud (CD, 2014) |
| --- |
| 1. Kandlemees Sander tervitab 2. Heade mõtete linn, Tartu 3. Pingike 4. Tootsi polka (Imeliku polka) 5. Tilu-lilu 6. Eide kaebus 7. Roosiaias kõndis nägus neid 8. Riksu Kaarel 9. Kahe duuri polka 10. Mu akna alla tuli 11. Hõissa 12. Õrn ööbik 13. Riidaja polka 14. 2 laulijat 15. Vanamemm 16. Kandlemees Sander lõpetab |

| • Kandlemuusika kogu perele (CD, 2016) |
| --- |

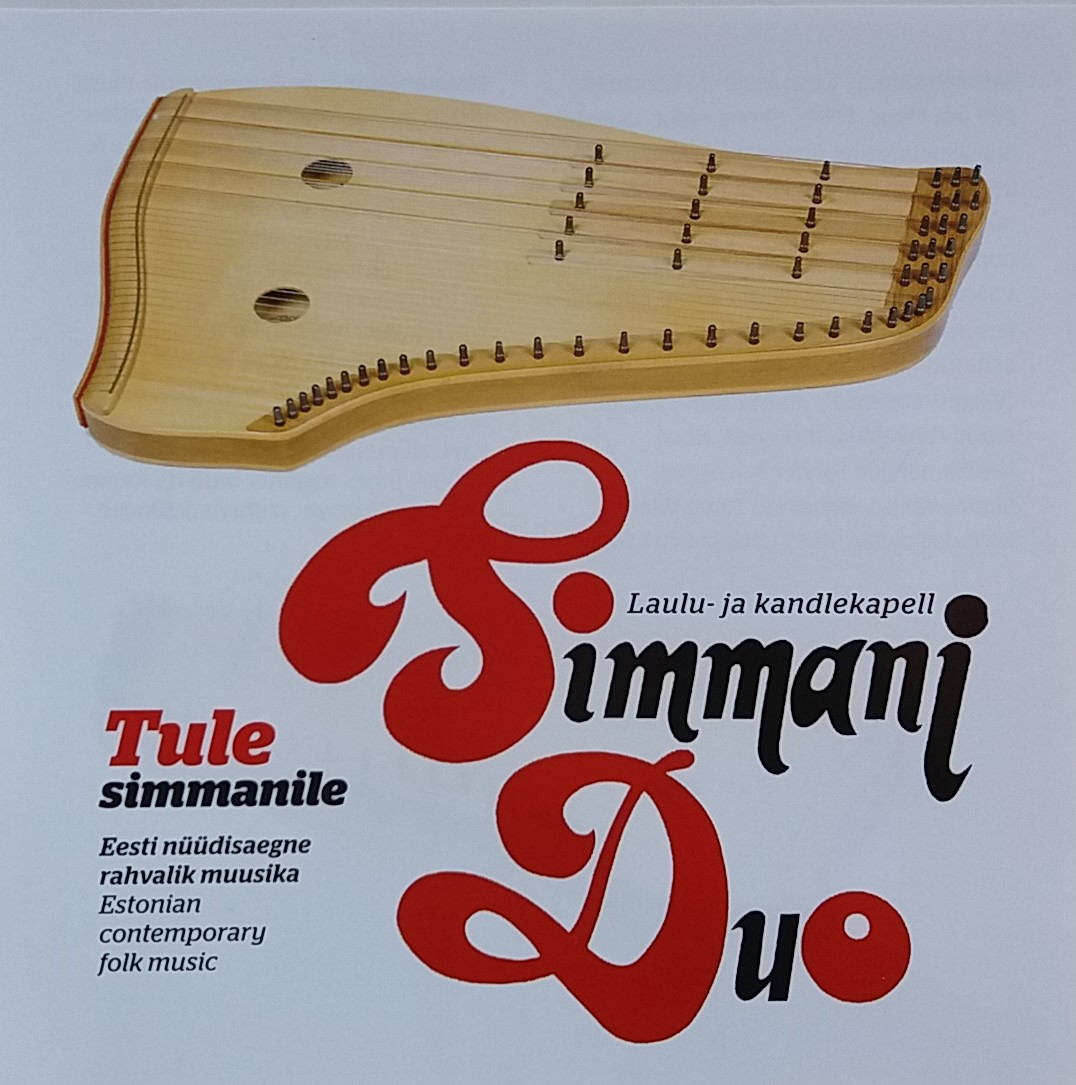
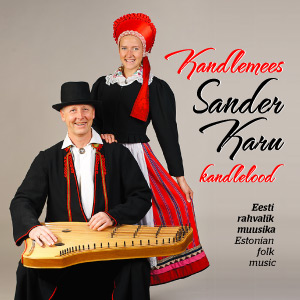
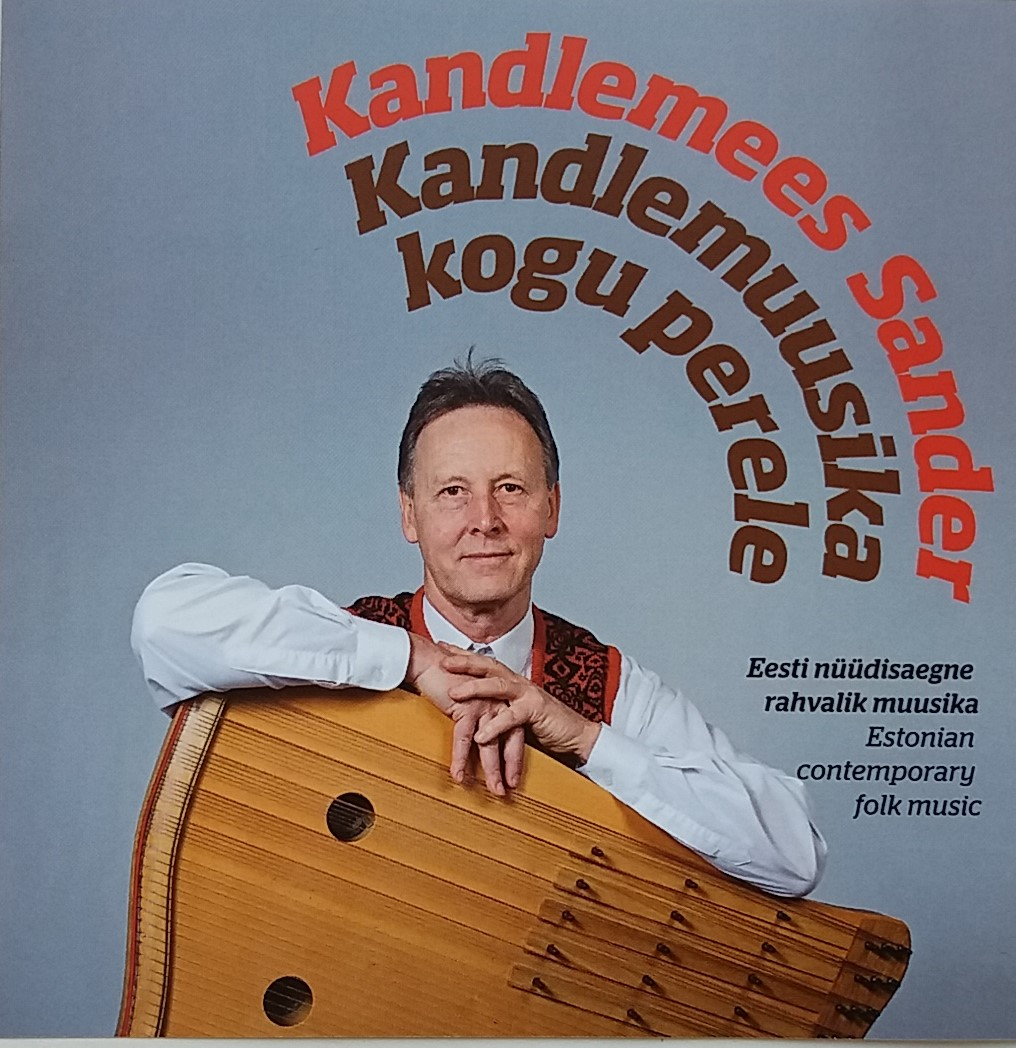

| 1. Kandlemees Sander tervitab 2. Elva männid 3. Mutionu pidu 4. Läksin mina (Reinlender) 5. Ja siis tõusis aktsiis 6. Me lähem rukist lõikama 7. Sinilill (Kord kõndisin ma…) 8. Trilleri polka 9. Padespaan (Nadinunnadi) 10. Põdra maja 11. Tere kaunis kevad, suvi, sügis, talv 12. Mäletad kevadet õites 13. Juba linnukesed 14. Kord olin ma röövlite pealik 15. Mul on üks tore tädi 16. Uks lahti tee 17. Metsa läksid sa 18. Merimehe armastus 19. Süda tuksub tuks, tuks, tuks 20. Ilusti, kenasti 21. Valga, Valgamaa 22. Üks vanamees raius (Perekonna valss) 23. Simmaniduo lõpetab |

| • Kandlemuusika ja rahvalikud laulud simmanile (LP, 2017) |
| --- |
| Cara A 1. Trilleri polka 2. Kandlemees Sander tervitab 3. Elva männid 4. Valga, Valgamaa 5. Ja siis tõusis aktsiis 6. Me lähem rukist lõikama 7. Läksin mina (Reinlender) 8. Padespaan (Nadinunnadi) 9. Kandlemees Sander lõpetab Cara B 1. Kandlemees Sander Greeting You 2. Heade mõtete linn, Tartu 3. Tootsi polka (Imeliku polka) 4. Merimehe armastus 5. Hõissa 6. 2 duuri polka 7. Tere kaunis kevad, suvi, sügis, talv 8. Üks vanamees raius (Perekonna valss) 9. Simmaniduo lõpetab |